# Formuła 1 Sezon 2003
Sezon 2003 Formuły 1 – 54. sezon Mistrzostw Świata Formuły 1. Tytuł mistrza kierowców zdobył po raz czwarty z rzędu, a szósty w karierze Michael Schumacher, zaś w klasyfikacji konstruktorów tryumfowała ekipa Ferrari.

## Lista startowa
| Zespół                     | Konstruktor      | Samochód       | Silnik (3.0l V10) | Opony | Nr | Kierowcy wyścigowi    | Rundy       | Kierowcy rezerwowi                         |
| -------------------------- | ---------------- | -------------- | ----------------- | ----- | -- | --------------------- | ----------- | ------------------------------------------ |
| Scuderia Ferrari Marlboro  | Ferrari          | F2002 F2003-GA | Ferrari 051 052   | B     | 1  | Michael Schumacher    | 1–16        | Luca Badoer Felipe Massa                   |
| Scuderia Ferrari Marlboro  | Ferrari          | F2002 F2003-GA | Ferrari 051 052   | B     | 2  | Rubens Barrichello    | 1–16        | Luca Badoer Felipe Massa                   |
| BMW.Williams F1 Team       | Williams-BMW     | FW25           | BMW P83           | M     | 3  | Juan Pablo Montoya    | 1–16        | Antônio Pizzonia Marc Gené                 |
| BMW.Williams F1 Team       | Williams-BMW     | FW25           | BMW P83           | M     | 4  | Ralf Schumacher       | 1–13, 15–16 | Antônio Pizzonia Marc Gené                 |
| BMW.Williams F1 Team       | Williams-BMW     | FW25           | BMW P83           | M     | 4  | Marc Gené             | 14          | Antônio Pizzonia Marc Gené                 |
| West McLaren Mercedes      | McLaren-Mercedes | MP4-17D        | Mercedes FO 110P  | M     | 5  | David Coulthard       | 1–16        | Alexander Wurz                             |
| West McLaren Mercedes      | McLaren-Mercedes | MP4-17D        | Mercedes FO 110P  | M     | 6  | Kimi Räikkönen        | 1–16        | Alexander Wurz                             |
| Mild Seven Renault F1 Team | Renault          | R23 R23B       | Renault RS23      | M     | 7  | Jarno Trulli          | 1–16        | Allan McNish Franck Montagny               |
| Mild Seven Renault F1 Team | Renault          | R23 R23B       | Renault RS23      | M     | 8  | Fernando Alonso       | 1–16        | Allan McNish Franck Montagny               |
| Sauber Petronas            | Sauber-Petronas  | C22            | Petronas 03A      | B     | 9  | Nick Heidfeld         | 1–16        | Neel Jani                                  |
| Sauber Petronas            | Sauber-Petronas  | C22            | Petronas 03A      | B     | 10 | Heinz-Harald Frentzen | 1–16        | Neel Jani                                  |
| Jordan Grand Prix          | Jordan-Ford      | EJ13           | Ford RS1          | B     | 11 | Giancarlo Fisichella  | 1–16        | Zsolt Baumgartner Satoshi Motoyama         |
| Jordan Grand Prix          | Jordan-Ford      | EJ13           | Ford RS1          | B     | 12 | Ralph Firman          | 1–12, 15–16 | Zsolt Baumgartner Satoshi Motoyama         |
| Jordan Grand Prix          | Jordan-Ford      | EJ13           | Ford RS1          | B     | 12 | Zsolt Baumgartner     | 13–14       | Zsolt Baumgartner Satoshi Motoyama         |
| Jaguar Racing              | Jaguar-Cosworth  | R4             | Cosworth CR-5     | M     | 14 | Mark Webber           | 1–16        | André Lotterer                             |
| Jaguar Racing              | Jaguar-Cosworth  | R4             | Cosworth CR-5     | M     | 15 | Antônio Pizzonia      | 1–11        | André Lotterer                             |
| Jaguar Racing              | Jaguar-Cosworth  | R4             | Cosworth CR-5     | M     | 15 | Justin Wilson         | 12–16       | André Lotterer                             |
| Lucky Strike BAR Honda     | BAR-Honda        | 005            | Honda RA003E      | B     | 16 | Jacques Villeneuve    | 1–15        | Takuma Satō                                |
| Lucky Strike BAR Honda     | BAR-Honda        | 005            | Honda RA003E      | B     | 16 | Takuma Satō           | 16          | Takuma Satō                                |
| Lucky Strike BAR Honda     | BAR-Honda        | 005            | Honda RA003E      | B     | 17 | Jenson Button         | 1–16        | Takuma Satō                                |
| Minardi F1 Team            | Minardi-Cosworth | PS03           | Cosworth CR-3     | B     | 18 | Justin Wilson         | 1–11        | Nicolas Kiesa Matteo Bobbi Gianmaria Bruni |
| Minardi F1 Team            | Minardi-Cosworth | PS03           | Cosworth CR-3     | B     | 18 | Nicolas Kiesa         | 12–16       | Nicolas Kiesa Matteo Bobbi Gianmaria Bruni |
| Minardi F1 Team            | Minardi-Cosworth | PS03           | Cosworth CR-3     | B     | 19 | Jos Verstappen        | 1–16        | Nicolas Kiesa Matteo Bobbi Gianmaria Bruni |
| Panasonic Toyota F1        | Toyota           | TF103          | Toyota RVX-03     | M     | 20 | Olivier Panis         | 1–16        | Ricardo Zonta                              |
| Panasonic Toyota F1        | Toyota           | TF103          | Toyota RVX-03     | M     | 21 | Cristiano da Matta    | 1–16        | Ricardo Zonta                              |
| Zespół                     | Konstruktor      | Samochód       | Silnik (3.0l V10) | Opony | Nr | Kierowcy wyścigowi    | Rundy       | Kierowcy rezerwowi                         |

### Zmiany wśród kierowców

#### Przed sezonem
- Dotychczasowy kierowca testowy zespołu Renault, Fernando Alonso został głównym kierowcą temu, zastępując na tym stanowisku Jensona Buttona.
- Heinz-Harald Frentzen zastąpił w zespole Sauber Felipe Massę, który został kierowcą testowym Ferrari.
- Mistrz Formuły Nippon z 2002 roku, Ralph Firman zastąpił w zespole Jordan Takumę Satō, który został kierowcą testowym British American Racing.
- Nowymi kierowcami zespołu Jaguar Racing zostali Mark Webber i Antônio Pizzonia.
- Jenson Button zastąpił Oliviera Panisa w zespole British American Racing.
- Nowymi kierowcami zespołu Minardi zostali Justin Wilson i Jos Verstappen.
- Nowymi kierowcami zespołu Toyota zostali Olivier Panis i mistrz serii CART z 2002 roku, Cristiano da Matta.

#### W trakcie sezonu
- Marc Gené zastąpił kontuzjowanego Ralfa Schumachera podczas Grand Prix Włoch.
- Ralph Firman podczas treningu przed Grand Prix Węgier miał groźny wypadek. Wskutek doznanej kontuzji nie wystąpił w tym wyścigu i podczas Grand Prix Włoch. Zastąpił go Zsolt Baumgartner.
- Antônio Pizzonia został zwolniony z Jaguar Racing po Grand Prix Wielkiej Brytanii. Zastąpił go Justin Wilson dotychczas startujący w Minardi. W związku z tym miejsce Brytyjczyka we włoskim zespole zajął Nicolas Kiesa.
- Takuma Satō zastąpił Jacques’a Villeneuve’a podczas Grand Prix Japonii.

### Zmiany wśród stajni
- Zespół Jordan zmienił silniki z Hondy na Ford.
- Zespół Minardi zmienił silniki z Asiatech na Cosworth.

### Zmiany w przepisach
Sezon 2003 był pierwszym sezonem w którym obowiązywał nowy system punktacji. Od tego sezonu punktowanych było osiem, a nie jak dotychczas sześć miejsc. System punktacji wyglądał następująco: 10-8-6-5-4-3-2-1.

## Eliminacje
|    | Grand Prix           | Tor                                | Data            | Zwycięzca            | Stajnia          |  |
| -- | -------------------- | ---------------------------------- | --------------- | -------------------- | ---------------- |  |
| 1  | Australii            | Albert Park Circuit                | 9 marca         | David Coulthard      | McLaren-Mercedes |  |
| 2  | Malezji              | Sepang International Circuit       | 23 marca        | Kimi Räikkönen       | McLaren-Mercedes |  |
| 3  | Brazylii             | Autódromo José Carlos Pace         | 6 kwietnia      | Giancarlo Fisichella | Jordan-Ford      |  |
| 4  | San Marino           | Autodromo Enzo e Dino Ferrari      | 20 kwietnia     | Michael Schumacher   | Ferrari          |  |
| 5  | Hiszpanii            | Circuit de Catalunya               | 4 maja          | Michael Schumacher   | Ferrari          |  |
| 6  | Austrii              | A1-Ring                            | 18 maja         | Michael Schumacher   | Ferrari          |  |
| 7  | Monako               | Circuit de Monaco                  | 1 czerwca       | Juan Pablo Montoya   | Williams-BMW     |  |
| 8  | Kanady               | Circuit Gilles Villeneuve          | 15 czerwca      | Michael Schumacher   | Ferrari          |  |
| 9  | Europy               | Nürburgring                        | 29 czerwca      | Ralf Schumacher      | Williams-BMW     |  |
| 10 | Francji              | Circuit de Nevers Magny-Cours      | 6 lipca         | Ralf Schumacher      | Williams-BMW     |  |
| 11 | Wielkiej Brytanii    | Silverstone Circuit                | 20 lipca        | Rubens Barrichello   | Ferrari          |  |
| 12 | Niemiec              | Hockenheimring                     | 3 sierpnia      | Juan Pablo Montoya   | Williams-BMW     |  |
| 13 | Węgier               | Hungaroring                        | 24 sierpnia     | Fernando Alonso      | Renault          |  |
| 14 | Włoch                | Autodromo Nazionale di Monza       | 14 września     | Michael Schumacher   | Ferrari          |  |
| 15 | Stanów Zjednoczonych | Indianapolis Motor Speedway        | 28 września     | Michael Schumacher   | Ferrari          |  |
| 16 | Japonii              | Suzuka International Racing Course | 12 października | Rubens Barrichello   | Ferrari          |  |

### Zmiany w kalendarzu
- Z kalendarza zniknęło Grand Prix Belgii z powodu zakazu reklamy wyrobów tytoniowych w tym kraju.
- Grand Prix Francji i Grand Prix Wielkiej Brytanii zamieniły się miejscami.

## Wyniki

### Najlepsze wyniki Grand Prix
|    | Pole position      | Pole position    | Najszybsze okrążenie | Najszybsze okrążenie | Zwycięzca            | Zwycięzca        |
| -- | ------------------ | ---------------- | -------------------- | -------------------- | -------------------- | ---------------- |
| 1  | Michael Schumacher | Ferrari          | Kimi Räikkönen       | McLaren-Mercedes     | David Coulthard      | McLaren-Mercedes |
| 2  | Fernando Alonso    | Renault          | Michael Schumacher   | Ferrari              | Kimi Räikkönen       | McLaren-Mercedes |
| 3  | Rubens Barrichello | Ferrari          | Rubens Barrichello   | Ferrari              | Giancarlo Fisichella | Jordan-Ford      |
| 4  | Michael Schumacher | Ferrari          | Michael Schumacher   | Ferrari              | Michael Schumacher   | Ferrari          |
| 5  | Michael Schumacher | Ferrari          | Rubens Barrichello   | Ferrari              | Michael Schumacher   | Ferrari          |
| 6  | Michael Schumacher | Ferrari          | Michael Schumacher   | Ferrari              | Michael Schumacher   | Ferrari          |
| 7  | Ralf Schumacher    | Williams-BMW     | Kimi Räikkönen       | McLaren-Mercedes     | Juan Pablo Montoya   | Williams-BMW     |
| 8  | Ralf Schumacher    | Williams-BMW     | Fernando Alonso      | Renault              | Michael Schumacher   | Ferrari          |
| 9  | Kimi Räikkönen     | McLaren-Mercedes | Kimi Räikkönen       | McLaren-Mercedes     | Ralf Schumacher      | Williams-BMW     |
| 10 | Ralf Schumacher    | Williams-BMW     | Juan Pablo Montoya   | Williams-BMW         | Ralf Schumacher      | Williams-BMW     |
| 11 | Rubens Barrichello | Ferrari          | Rubens Barrichello   | Ferrari              | Rubens Barrichello   | Ferrari          |
| 12 | Juan Pablo Montoya | Williams-BMW     | Juan Pablo Montoya   | Williams-BMW         | Juan Pablo Montoya   | Williams-BMW     |
| 13 | Fernando Alonso    | Renault          | Juan Pablo Montoya   | Williams-BMW         | Fernando Alonso      | Renault          |
| 14 | Michael Schumacher | Ferrari          | Michael Schumacher   | Ferrari              | Michael Schumacher   | Ferrari          |
| 15 | Kimi Räikkönen     | McLaren-Mercedes | Michael Schumacher   | Ferrari              | Michael Schumacher   | Ferrari          |
| 16 | Rubens Barrichello | Ferrari          | Ralf Schumacher      | Williams-BMW         | Rubens Barrichello   | Ferrari          |

### Klasyfikacje szczegółowe
W sezonie 2003 kierowcy i konstruktorzy zdobywali punkty zgodnie z nowym kluczem: 10-8-6-5-4-3-2-1

#### Kierowcy

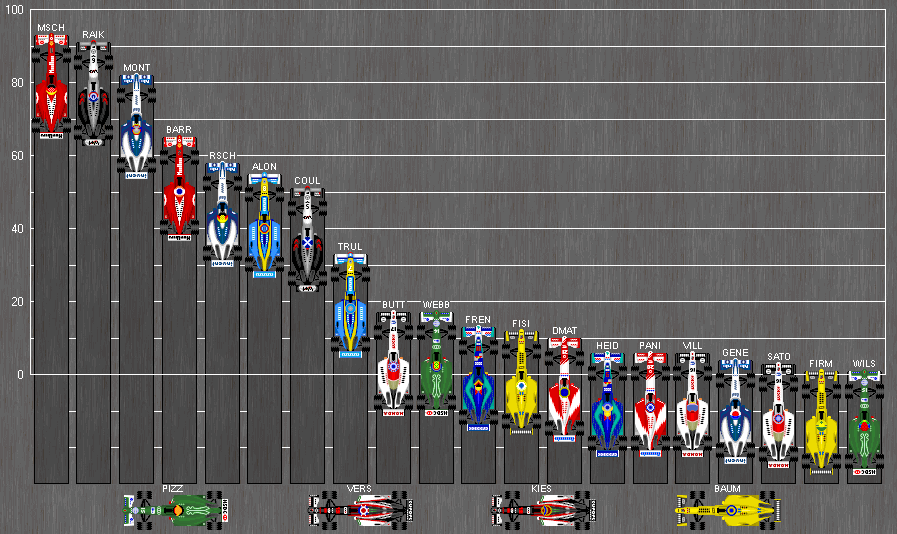
Klasyfikacja kierowców na wykresie

| Legenda oznaczeń w tabelach wyników Wyświetl szablon na nowej stronie | Legenda oznaczeń w tabelach wyników Wyświetl szablon na nowej stronie                                                                     |
| Oznaczenie                                                            | Wyjaśnienie |
| --------------------------------------------------------------------- | --- |
| Złoty                                                                 | Zwycięzca lub mistrzostwo |
| Srebrny                                                               | 2. miejsce lub wicemistrzostwo |
| Brązowy                                                               | 3. miejsce lub II wicemistrzostwo |
| Zielony                                                               | Ukończył, punktował (w klasyfikacji generalnej, gdy zdobył co najmniej jeden punkt na przestrzeni sezonu, poza trzema powyższymi opcjami) |
| Niebieski                                                             | Ukończył, nie punktował (w klasyfikacji generalnej, gdy nie zdobył co najmniej jednego punktu na przestrzeni sezonu)                      |
| Czerwony                                                              | Nie zakwalifikował się (NZ) |
| Czerwony                                                              | Nie prekwalifikował się (NPK) |
| Różowy                                                                | Nie ukończył (NU) |
| Różowy                                                                | Niesklasyfikowany (NS) (w klasyfikacji generalnej, gdy nie został sklasyfikowany w żadnym wyścigu sezonu)                                 |
| Czarny                                                                | Zdyskwalifikowany (DK) |
| Czarny                                                                | Wykluczony (WYK/EX) |
| Biały                                                                 | Nie wystartował (NW) |
| Biały                                                                 | Kontuzjowany (K/INJ) |
| Biały                                                                 | Wyścig odwołany (OD/C) |
| Bez koloru                                                            | Został wycofany (WYC/WD) |
| Bez koloru                                                            | Nie przybył (NP/DNA) |
| Bez koloru                                                            | Nie brał udziału w treningach (NT/DNP) |
| Bez koloru                                                            | Nie został zgłoszony (–) |
| Pogrubienie                                                           | Start z pole position |
| Kursywa                                                               | Najszybsze okrążenie wyścigu |
| †                                                                     | Nie ukończył, ale jego rezultat został zaliczony ze względu na przejechanie więcej niż 90% dystansu wyścigu.                              |
| *                                                                     | Sezon w trakcie |
| 1/2/3                                                                 | Punktowana pozycja w sprincie kwalifikacyjnym                                                                                             |
| Lista systemów punktacji Formuły 1                                    | |

| Poz. | Kierowca              | Konstruktor    | Australia | Malezja | Brazylia | San Marino | Hiszpania | Austria | Monako | Kanada | Unia Europejska |    | Wielka Brytania | Niemcy | Węgry | Włochy | Stany Zjednoczone | Japonia | Pkt. |
| ---- | --------------------- | -------------- | --------- | ------- | -------- | ---------- | --------- | ------- | ------ | ------ | --------------- | -- | --------------- | ------ | ----- | ------ | ----------------- | ------- | ---- |
| 1    | Michael Schumacher    | Ferrari        | 4         | 6       | NU       | 1          | 1         | 1       | 3      | 1      | 5               | 3  | 4               | 7      | 8     | 1      | 1                 | 8       | 93   |
| 2    | Kimi Räikkönen        | McLaren        | 3         | 1       | 2        | 2          | NU        | 2       | 2      | 6      | NU              | 4  | 3               | NU     | 2     | 4      | 2                 | 2       | 91   |
| 3    | Juan Pablo Montoya    | Williams       | 2         | 12      | NU       | 7          | 4         | NU      | 1      | 3      | 2               | 2  | 2               | 1      | 3     | 2      | 6                 | NU      | 82   |
| 4    | Rubens Barrichello    | Ferrari        | NU        | 2       | NU       | 3          | 3         | 3       | 8      | 5      | 3               | 7  | 1               | NU     | NU    | 3      | NU                | 1       | 65   |
| 5    | Ralf Schumacher       | Williams       | 8         | 4       | 7        | 4          | 5         | 6       | 4      | 2      | 1               | 1  | 9               | NU     | 4     |        | NU                | 12      | 58   |
| 6    | Fernando Alonso       | Renault        | 7         | 3       | 3        | 6          | 2         | NU      | 5      | 4      | 4               | NU | NU              | 4      | 1     | 8      | NU                | NU      | 55   |
| 7    | David Coulthard       | McLaren        | 1         | NU      | 4        | 5          | NU        | 5       | 7      | NU     | 15†             | 5  | 5               | 2      | 5     | NU     | NU                | 3       | 51   |
| 8    | Jarno Trulli          | Renault        | 5         | 5       | 8        | 13         | NU        | 8       | 6      | NU     | NU              | NU | 6               | 3      | 7     | NU     | 4                 | 5       | 33   |
| 9    | Jenson Button         | BAR            | 10        | 7       | NU       | 8          | 9         | 4       | INJ    | NU     | 7               | NU | 8               | 8      | 10    | NU     | NU                | 4       | 17   |
| 10   | Mark Webber           | Jaguar         | NU        | NU      | 9†       | NU         | 7         | 7       | NU     | 7      | 6               | 6  | 14              | 11†    | 6     | 7      | NU                | 11      | 17   |
| 11   | Heinz-Harald Frentzen | Sauber         | 6         | 9       | 5        | 11         | NU        | NW      | NU     | NU     | 9               | 12 | 12              | NU     | NU    | 13†    | 3                 | NU      | 13   |
| 12   | Giancarlo Fisichella  | Jordan         | 12†       | NU      | 1        | 15†        | NU        | NU      | 10     | NU     | 12              | NU | NU              | 13†    | NU    | 10     | 7                 | NU      | 12   |
| 13   | Cristiano da Matta    | Toyota         | NU        | 11      | 10       | 12         | 6         | 10      | 9      | 11†    | NU              | 11 | 7               | 6      | 11    | NU     | 9                 | 7       | 10   |
| 14   | Nick Heidfeld         | Sauber         | NU        | 8       | NU       | 10         | 10        | NU      | 11     | NU     | 8               | 13 | 17              | 10     | 9     | 9      | 5                 | 9       | 6    |
| 15   | Olivier Panis         | Toyota         | NU        | NU      | NU       | 9          | NU        | NU      | 13     | 8      | NU              | 8  | 11              | 5      | NU    | NU     | NU                | 10      | 6    |
| 16   | Jacques Villeneuve    | BAR            | 9         | NU      | 6        | NU         | NU        | 12      | NU     | NU     | NU              | 9  | 10              | 9      | NU    | 6      | NU                |         | 6    |
| 17   | Marc Gené             | Williams       |           |         |          |            |           |         |        |        |                 |    |                 |        |       | 5      |                   |         | 4    |
| 18   | Takuma Satō           | BAR            |           |         |          |            |           |         |        |        |                 |    |                 |        |       |        |                   | 6       | 3    |
| 19   | Ralph Firman          | Jordan         | NU        | 10      | NU       | NU         | 8         | 11      | 12     | NU     | 11              | 15 | 13              | NU     |       |        | NU                | 14      | 1    |
| 20   | Justin Wilson         | Minardi/Jaguar | NU        | NU      | NU       | NU         | 11        | 13      | NU     | NU     | 13              | 14 | 16              | NU     | NU    | NU     | 8                 | 13      | 1    |
| 21   | Antônio Pizzonia      | Jaguar         | 13†       | NU      | NU       | 14         | NU        | 9       | NU     | 10†    | 10              | 10 | NU              |        |       |        |                   |         | 0    |
| 22   | Jos Verstappen        | Minardi        | 11        | 13      | NU       | NU         | 12        | NU      | NU     | 9      | 14              | 16 | 15              | NU     | 12    | NU     | 10                | 15      | 0    |
| 23   | Nicolas Kiesa         | Minardi        |           |         |          |            |           |         |        |        |                 |    |                 | 12     | 13    | 12     | 11                | 16      | 0    |
| 24   | Zsolt Baumgartner     | Jordan         |           |         |          |            |           |         |        |        |                 |    |                 |        | NU    | 11     |                   |         | 0    |
| Poz. | Kierowca              | Konstruktor    | Australia | Malezja | Brazylia | San Marino | Hiszpania | Austria | Monako | Kanada | Unia Europejska |    | Wielka Brytania | Niemcy | Węgry | Włochy | Stany Zjednoczone | Japonia | Pkt. |

#### Konstruktorzy
| Poz. | Konstruktor      | Nr | Australia | Malezja | Brazylia | San Marino | Hiszpania | Austria | Monako | Kanada | Unia Europejska |    | Wielka Brytania | Niemcy | Węgry | Włochy | Stany Zjednoczone | Japonia | Pkt. |
| ---- | ---------------- | -- | --------- | ------- | -------- | ---------- | --------- | ------- | ------ | ------ | --------------- | -- | --------------- | ------ | ----- | ------ | ----------------- | ------- | ---- |
| 1    | Ferrari          | 1  | 4         | 6       | NU       | 1          | 1         | 1       | 3      | 1      | 5               | 3  | 4               | 7      | 8     | 1      | 1                 | 8       | 158  |
| 1    | Ferrari          | 2  | NU        | 2       | NU       | 3          | 3         | 3       | 8      | 5      | 3               | 7  | 1               | NU     | NU    | 3      | NU                | 1       | 158  |
| 2    | Williams-BMW     | 3  | 2         | 12      | NU       | 7          | 4         | NU      | 1      | 3      | 2               | 2  | 2               | 1      | 3     | 2      | 6                 | NU      | 144  |
| 2    | Williams-BMW     | 4  | 8         | 4       | 7        | 4          | 5         | 6       | 4      | 2      | 1               | 1  | 9               | NU     | 4     | 5      | NU                | 12      | 144  |
| 3    | McLaren-Mercedes | 5  | 1         | NU      | 4        | 5          | NU        | 5       | 7      | NU     | 15              | 5  | 5               | 2      | 5     | NU     | NU                | 3       | 142  |
| 3    | McLaren-Mercedes | 6  | 3         | 1       | 2        | 2          | NU        | 2       | 2      | 6      | NU              | 4  | 3               | NU     | 2     | 4      | 2                 | 2       | 142  |
| 4    | Renault          | 7  | 5         | 5       | 8        | 13         | NU        | 8       | 6      | NU     | NU              | NU | 6               | 3      | 7     | NU     | 4                 | 5       | 88   |
| 4    | Renault          | 8  | 7         | 3       | 3        | 6          | 2         | NU      | 5      | 4      | 4               | NU | NU              | 4      | 1     | 8      | NU                | NU      | 88   |
| 5    | BAR-Honda        | 16 | 9         | NU      | 6        | NU         | NU        | 12      | NU     | NU     | NU              | 9  | 10              | 9      | NU    | 6      | NU                | 6       | 26   |
| 5    | BAR-Honda        | 17 | 10        | 7       | NU       | 8          | 9         | 4       | NW     | NU     | 7               | NU | 8               | 8      | 10    | NU     | NU                | 4       | 26   |
| 6    | Sauber-Petronas  | 9  | NU        | 8       | NU       | 10         | 10        | NU      | 11     | NU     | 8               | 13 | 17              | 10     | 9     | 9      | 5                 | 9       | 19   |
| 6    | Sauber-Petronas  | 10 | 6         | 9       | 5        | 11         | NU        | NW      | NU     | NU     | 9               | 12 | 12              | NU     | NU    | 13     | 3                 | Ret     | 19   |
| 7    | Jaguar-Cosworth  | 14 | NU        | NU      | 9        | NU         | 7         | 7       | NU     | 7      | 6               | 6  | 14              | 11     | 6     | 7      | NU                | 11      | 18   |
| 7    | Jaguar-Cosworth  | 15 | 13        | NU      | NU       | 14         | NU        | 9       | NU     | 10     | 10              | 10 | NU              | NU     | NU    | NU     | 8                 | 13      | 18   |
| 8    | Toyota           | 20 | NU        | NU      | NU       | 9          | NU        | NU      | 13     | 8      | NU              | 8  | 11              | 5      | NU    | NU     | NU                | 10      | 16   |
| 8    | Toyota           | 21 | NU        | 11      | 10       | 12         | 6         | 10      | 9      | 11     | NU              | 11 | 7               | 6      | 11    | NU     | 9                 | 7       | 16   |
| 9    | Jordan-Ford      | 11 | 12        | NU      | 1        | 15         | NU        | NU      | 10     | NU     | 12              | NU | NU              | 13     | NU    | 10     | 7                 | NU      | 13   |
| 9    | Jordan-Ford      | 12 | NU        | 10      | NU       | NU         | 8         | 11      | 12     | NU     | 11              | 15 | 13              | NU     | NU    | 11     | NU                | 14      | 13   |
| 10   | Minardi-Cosworth | 18 | NU        | NU      | NU       | NU         | 11        | 13      | NU     | NU     | 13              | 14 | 16              | 12     | 13    | 12     | 11                | 16      | 0    |
| 10   | Minardi-Cosworth | 19 | 11        | 13      | NU       | NU         | 12        | NU      | NU     | 9      | 14              | 16 | 15              | NU     | 12    | NU     | 10                | 15      | 0    |
| Poz. | Konstruktor      | Nr | Australia | Malezja | Brazylia | San Marino | Hiszpania | Austria | Monako | Kanada | Unia Europejska |    | Wielka Brytania | Niemcy | Węgry | Włochy | Stany Zjednoczone | Japonia | Pkt. |